# Волевачі
Волевачі́ — село в Україні, у Остерській міській громаді Чернігівського району Чернігівської області. Населення становить 203 особи. До 2020 орган місцевого самоврядування — Одинцівська сільська рада.

## Історія
Офіційна дата заснування — 1834, однак поселення під назвою Волявочев хутор (як і багато навколишніх поселень) було згадане в переписній книзі Малоросійського приказу (1666). Також наведено відомості про 6 мешканців хутора.
У Описі Київського намісництва 1787 року у деревни Волевачи Остерського повіту мешкало 216 осіб різного звання державних людей, козаків і володільця — прапорщика Олексія Закревського.
У Описі Лівобережної України 1799—1801 років у деревне Вельвачи Остерського повіту мешкало 239 податкових чоловіків.
За даними на 1859 рік у козацькому, казенному й власницькому селі Остерського повіту Чернігівської губернії мешкало 604 особи (288 чоловічої статі та 316 — жіночої), налічувалось 115 дворових господарств.
Станом на 1886 у колишньому державному селі Остерської волості мешкало 700 осіб, налічувалось 142 дворових господарства, існував постоялий будинок.
За переписом 1897 року кількість мешканців зросла до 735 осіб (348 чоловічої статі та 387 — жіночої), з яких 728 — православної віри.
1924 року - селище, центр сільської ради Остерського району Ніжинської округи, 189 господарств, 872 мешканця. 
12 червня 2020 року, відповідно до розпорядження Кабінету Міністрів України № 730-р «Про визначення адміністративних центрів та затвердження територій територіальних громад Чернігівської області», увійшло до складу Остерської міської громади.
19 липня 2020 року, в результаті адміністративно — територіальної реформи та ліквідації колишнього Козелецького району, село увійшло до складу новоутвореного Чернігівського району Чернігівської області.

## Населення

### Мова
Розподіл населення за рідною мовою за даними перепису 2001 року:
| Мова       | Кількість | Відсоток |
| ---------- | --------- | -------- |
| українська | 267       | 99.26 %  |
| російська  | 2         | 0.74 %   |
| Усього     | 269       | 100 %    |

## Уродженці
- Юла Юрій Андрійович (1982—2025) — український військовий, полковник Збройних сил України. Командир 27-ї реактивної артилерійської бригади у 2023—2025 роках.